# Alberto Campo Baeza
Alberto Campo Baeza (Valladolid, 1946) è un architetto spagnolo.

## Biografia

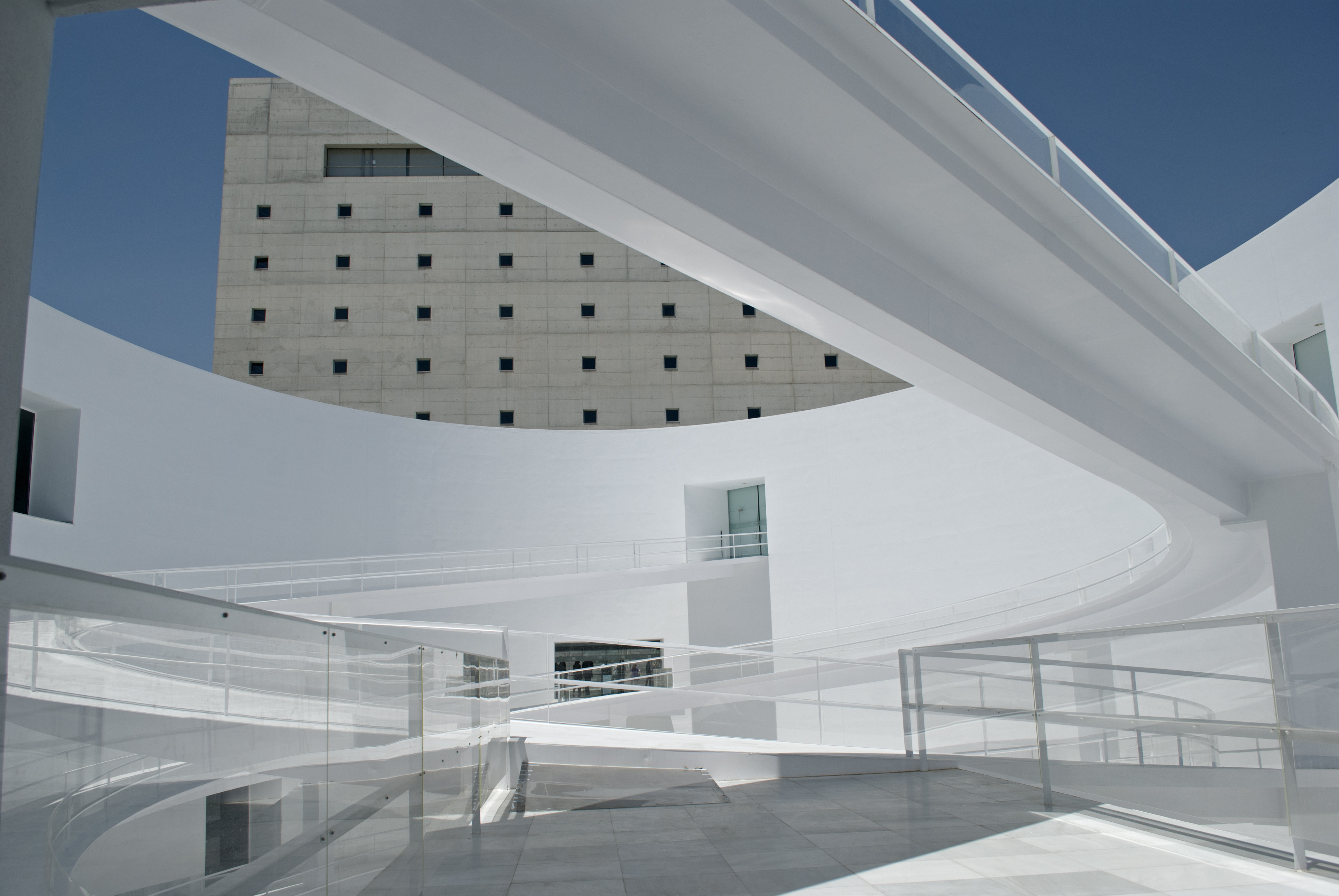
Patio del Museo della memoria di Andalusia, Granada

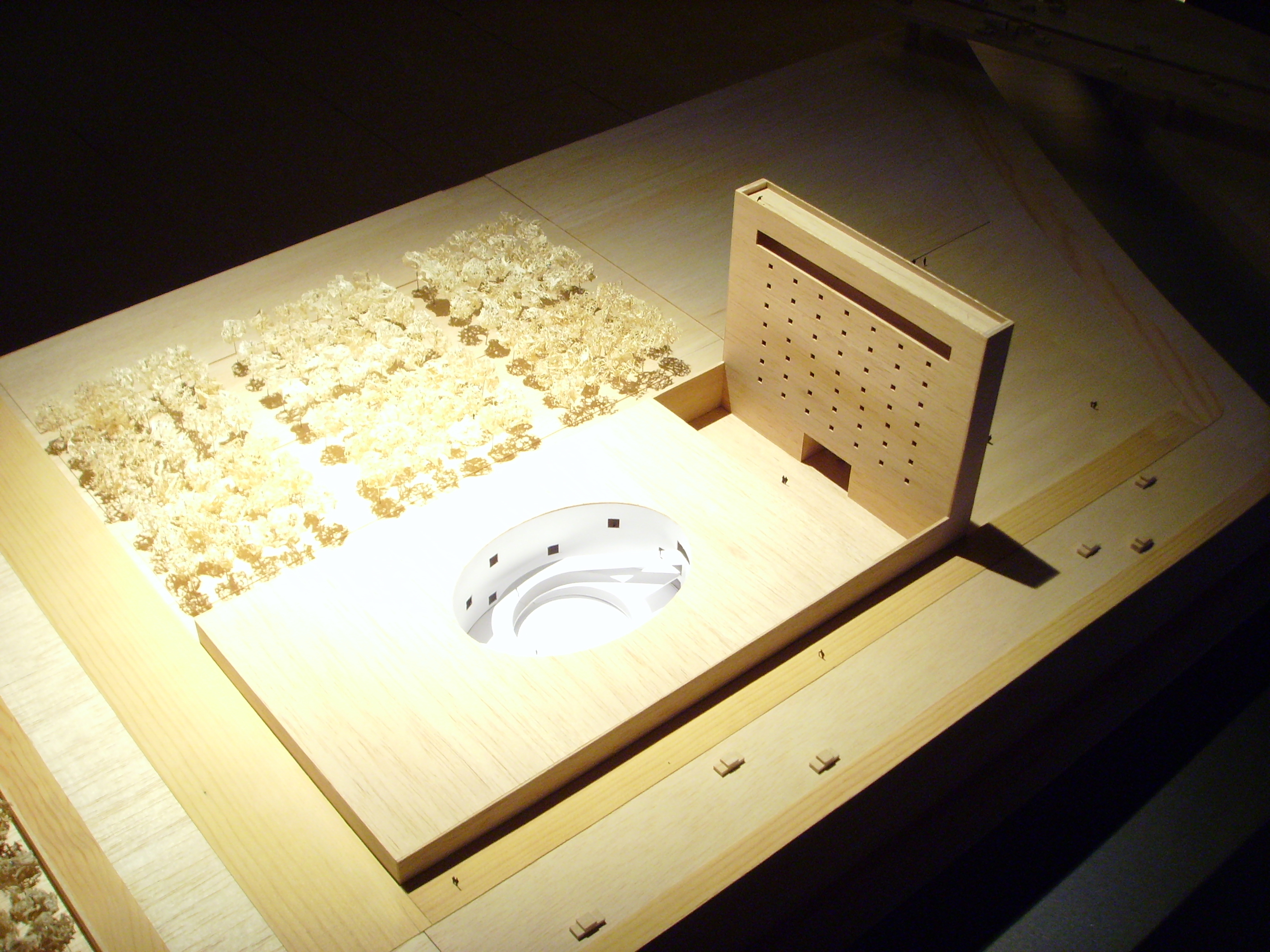
Plastico del Museo della memoria di Andalusia a Granada

Seguendo gli spostamenti del padre, un chirurgo militare, da bambino crebbe a Cadice, dove frequentò la scuola superiore. Dalla famiglia materna, nonno architetto, acquisì la sua passione per l'architettura, e il carattere da lui stesso definito alquanto pedante e vanitoso.
A quel tempo era intento a perfezionare da solo l'estetica dell'astrazione, secondo gli insegnamenti del suo maestro, Alejandro de la Sota.  Si laureò in Architettura nel 1971 presso la Scuola di Architettura dell'Università Politecnica di Madrid. Studiò con insegnanti come Francisco Javier Sáenz de Oiza e Javier Carvajal e in gioventù lavorò presso lo studio dell'architetto Julio Cano Lasso, con il quale realizzò edifici universitari di rilievo.

Attualmente è professore presso il Dipartimento di Progettazione Architettonica presso la stessa scuola, dove ha sviluppato negli anni ottanta e novanta un'intensa attività istituzionale, collegando la ETSAM con alcune delle architetture attuali internazionali del momento, principalmente italiane e giapponesi.
Iniziò la sua carriera con la costruzione di scuole e municipi nella Comunità di Madrid e la città di Cadice. Edifici a basso costo, con una razionale organizzazione, nei quali la luce contribuiva a creare vie di fuga e spazi di continuità unica. Realizzò il negozio di design Jesús del Pozo a Madrid nella calle Almirante, ispirato dal lavoro dell architetto austriaco Adolf Loos, ampliando la percezione spaziale di una camera di piccole dimensioni con l'uso di una cornice di specchi posti uno di fonte all'altro, che riflettevano una trama di piccole luci.

Alla fine degli anni ottanta e negli anni novanta fece una serie di case sperimentali, che insieme formavano un manifesto riguardo all'uso della luce in spazi con tonalità monocromatiche vicine al bianco. La Casa Turégano a Pozuelo de Alarcón, di proprietà di Roberto Turégano, designer grafico, creava spazi di sovrapposizione verticale collegati tra loro diagonalmente attraverso le aperture, sottolineati da ingressi luce che mettono in evidenza le sue connessioni diagonali.

Nella Casa Gaspar a Conil de la Frontera, ha cercato una continuazione dello spazio interno di sei cortili murati. Come nel caso del Turégano House, la continuità spaziale è stata sottolineata dalla sovrapposizione di un secondo sistema organizzativo, quattro alberi di limoni di luna in una doppia simmetria che ha contribuito a creare un effetto specchio nello spazio interno, simile al negozio di Jesús del Pozo.
Alla fine degli anni novanta la sua opera entra in un altro ordine di pensieri sulla materialità dei sistemi di costruzione e le loro implicazioni spaziali. Prova la specializzazione spaziale dei sistemi costruttivi di natura tettonica (quelli generati dall'assemblaggio di parti di luce) e stereotomica (generata con l'aggiunta massiccia di elementi pesanti). Ricerca che viene condotta in parallelo dal collaboratore e discepolo Jesús Aparicio Guisado, architetto, e dallo storico e professore alla Columbia University Kenneth Frampton.

Campo Baeza applicherà e testerà questa ricerca in una delle sue opere più sostanziali: la sede della Caja de Granada, nella città di Granada. In questo edificio, una grande prisma di cemento armato con quattro colonne di cemento, riducendo la luce strutturale del vuoto che crea, ospita due scatole con pianta a 'L'.
Il suo lavoro è stato ampiamente influenzato: è stato incluso in molte pubblicazioni ed è stato anche utilizzato come location per numerosi spot pubblicitari. Caratterizzata dal tratto purista e minimalista dei volumi architettonici, la sua architettura è caratterizzata dalla logica della purezza delle forme.

Essa si è evoluta dalla morbidezza del gesso dipinto di bianco dei suoi primi lavori residenziali a una più ruvida texture di cemento a vista.

La caratteristica fondamentale della sua architettura è una ricerca costante, nella qualificazione dello spazio, della luce: la luce orizzontale in Casa Gaspar, la luce verticale nel Museo Elsa Peretti, luce diagonale nella Casa di Tom Ford o la luce "trasparente" nella Caja de Ahorros di Granada. Ed è ciò che lui sostiene:
«Architectura sine luce, nulla architettura est.»
Ha anche insegnato ad alcuni dei più importanti architetti della scena contemporanea spagnola. Possono essere annoverati tra i suoi discepoli gli architetti Juan Carlos Sancho Osinaga, Jesus Aparicio Guisado e Hector Alfredo Payá Fernández Elorza. Ha curato numerose mostre. Il suo progetto per il Padiglione della Spagna alla settima Biennale di Architettura di Venezia è stato premiato come miglior padiglione alla Biennale.

## Contributi Teorici
L'opera scritta e realizzata dall'architetto Alberto Campo Baeza è il miglior esempio delle radici classiche di Le Corbusier. L'esaminare nel profondo dell'atto creativo lo ha portato a spogliare le costanti architettoniche fino alla loro più pura struttura.
Lontano dalla violenza delle immagini che intorpidisce i sensi, il suo lavoro, apprezzabile come pochi all'inizio del ventesimo secolo, disegna una buona alternativa per i giorni d'oggi.
La idea construida raccoglie alcuni dei testi più interessanti di Campo Baeza, in cui l'architetto cerca di riassumere le sue idee di architettura.
«Le parole possono dire, spiegare chiaramente quali sono le intenzioni di un architetto. Per sapere che si sta facendo qualcosa di significativo. La raccolta di testi a cui questo documento è una introduzione è solo questo.»
Questa raccolta tempestiva offre una visione unica dell'atto riflessivo del design, concentrandosi su pochi elementi che bilanciano idee creative e originali con una forza inusuale.

### Elenco delle pubblicazioni
- La idea construida, COAM editorial, Madrid (1996)
- Barragán, Arquitectos de Cádiz, Cádiz (2003)
- Aprendiendo a pensar, Editorial Nobuko, Madrid (2008)
- Pensar con las manos, Editorial Nobuko, Buenos Aires (2009)
- Un Arquitecto en casa, Editorial Mairea, Madrid (2010)
- Principia Architectonica, Editorial Mairea, Madrid (2012)

## Citazione
Elogio della luce: Alberto Campo Baeza
"...questa è la bellezza che si vorrebbe per la sua architettura. Una bellezza nuda, intelligente, ESSENZIALE, in grado di catturare la testa e il cuore. Per la testa, con la logica schiacciante della ragione, con la precisione delle dimensioni, con l'efficienza delle proporzioni, con la chiarezza della scala. Con un'idea costruito. Per il cuore, con la calda sensazione di emozione. Con lo splendore della luce. Con la serenità di ordine spaziale che ti dà il controllo della gravità. Ed è questa idea, la luce e la gravità sono i tre principali componenti di quella architettura che io chiamo ESSENZIALE. Questa architettura proclamando il PIÙ col' MENO. Come una riflessione sul che 'meno è più"di Mies van der Rohe. UN più che vuole tenere l'uomo, con la complessità della sua cultura come il centro del mondo creato come centro di architettura. Un meno che, soprattutto nel minimalismo, si propone di raggiungere il centro della questione, con 'solo il numero preciso di elementi "fisicamente” in grado di tradurre queste idee. IDEA, LUCE e GRAVITÀ. Niente di più, niente di meno...”

## Progetti e opere
- 1978-2000 Plaza de la Catedral, Almería, España.
- 1980 Ayuntamiento de Fene, Fene, España.
- 1983 Escuela Pública, San Sebastián de los Reyes, España.
- 1984 Guardería Pública, San Sebastián de los Reyes, España.
- 1985 Escuela Pública, San Fermín, España.
- 1988 Tienda Jesús del Pozo Showroom, Madrid, España.
- 1989 Casa Turégano, Pozuelo, España.
- 1991 Casa García Marcos, Valdemoro, España.
- 1992 Biblioteca Pública, Orihuela, España.
- 1992 Escuela Pública, Cádiz, España.
- 1992 Gaspar House, Zahora, España.
- 1992 Proyecto Centro Cultural, Villaviciosa de Odón, España.
- 1993 Proyecto Filarmónica, Copenhage, Dinamarca.
- 1996 Proyecto Universidad Pompeu Fabra, Barcelona, España.
- 1996 Proyecto Museo Elsa Peretti, Gerona, España.
- 1997 Porta dei Fiori. San Dona' di Piave, Italia.
- 1997 Proyecto Aeropuerto Tenerife Sur Fase 1, Tenerife, España.
- 1998 Center BIT. 1er premio, Inca, España.
- 1998 Museo de Arqueología Marítima, Cartagena, España.
- 1999 Proyecto Aeropuerto Tenerife Sur Fase 2, Tenerife, España.
- 1999 Proyecto Oficinas Telefónica. 2º premio, Madrid, España.
- 2000 Casa De Blas House, Sevilla la Nueva, España.
- 2001 Caja Granada. 1er premio, Granada, España.
- 2001 Casa Asencio, Chiclana, España.
- 2002 Proyecto Mercedes Benz Museum, Stuttgart, Alemania.
- 2003 Oficinas Junta de Andalucía, Almería, España.
- 2003 Oficinas Editorial SM, Boadilla del Monte, España.
- 2004 Proyecto Winery, Argamasilla de Alba, Ciudad Real, España. 2005 Proyecto Casa Chapoutot, Esaquira, Marruecos.
- 2005 Proyecto Oficinas “Circulo de Lectores”, Barcelona, España.
- 2005 Proyecto Plaza Publica y Cuatro torres, Chiclana, España.
- 2005 Casa DBJC, Conil, España.
- 2005 Oficinas Junta de Castilla y León, Zamora, España.
- 2005 Casa Guerrero, Zahora, España.
- 2007 Bloque Edificios en Plaza Falla, Cádiz, España.
- 2007 Guardería Benetton, Treviso, Italia.
- 2008 Casa Moliner, Zaragoza, España.
- 2008 Proyecto Olnick Spanu House, Garrison, EE UU.
- 2008 Proyecto Castillo de San Sebastián, Cádiz, España.
- 2009 Proyecto Porta Milano Aeroporto, Milán, Italia.
- 2009 Museo de Andalucía MA, Granada, España.
- 2009 Pibamarmi Stand, Verona, Italia.
- 2009 Entre Catedrales, Cádiz, España.
- 2009 Centro Interpretación Naturaleza, Lanzarote, España.
- 2009 Casa Rufo, Toledo, España.
- 2010 Proyecto Oficinas para Benetton, Samara, Rusia.
- 2011 Proyecto Oficinas Junta Castilla y León, Zamora, España.
- 2011 Proyecto Casa Van Thillo, Tarifa, España.

## Premi
- 1986 Premio Ayuntamiento Madrid (Escuela Pública San Fermín), Madrid, España.
- 1986 Premio COAM (Escuela Pública San Fermín), Madrid, España.
- 1987 Primer Premio Especial del Jurado y Medalla de Oro, 10 Arquitectos Españoles, Bienal de Buenos Aires, Argentina.
- 1989 Premio Especial (Colegio Público San Fermín y Casa Turégano), Bienal Mundial de Arquitectura 1989, Sofía, Bulgaria.
- 1989 Premio Ayuntamiento Madrid (Tienda Jesús del Pozo), Madrid, España.
- 1993 Premio PAD Piedra 93 (Biblioteca Pública en Orihuela), Madrid, España.
- 1993 Mención (Casa Gaspar), Eric Lyons Award, Londres, Reino Unido.
- 1994 Premio Especial (Colegio público en Cádiz y Casa Gaspar), Trienal Mundial de Arquitectura, Sofía, Bulgaria.
- 1999 Finalista Premios FAD (Centro BIT), Barcelona, España.
- 1999 Seleccionado Quinta Bienal de Arquitectura Española 1997-1998 (Centro BIT), MOPU, Madrid, España.
- 2000 Primer Premio (Pabellón de España), Bienal de Venecia, Venecia, Italia.
- 2001 Medalla de Oro (Casa De Blas), Bienal de Miami, Miami, EE. UU.
- 2002 Premio COAM (Casa De Blas), Madrid, España.
- 2002 Premio Veteco (Caja Granada), Madrid, España.
- 2002 Premio COAB (Centro BIT), Mallorca, España.
- 2003 Premio Dupont Benedictus (Casa De Blas), París, Francia.
- 2003 Premio COAAO (Caja Granada), Granada, España.
- 2004 Premio Torroja (Caja Granada), Madrid, España.
- 2004 Premio ARCO (Oficinas de la Junta de Andalucía), Almería, España.
- 2004 Premio A.I.T. BEST OF EUROPE (Caja Granada), Berlín, Alemania.
- 2018 Premio Piranesi - Prix de Rome alla Carriera (Casa dell'Architettura Acquario Romano), Roma, Italia[1]